# Natalia Ramos
Natalia Ramos Álvarez (San Cristóbal de La Laguna, Santa Cruz de Tenerife, Canarias, España; 10 de febrero de 1999) es una futbolista española. Juega como defensa y su equipo actual es la U.D. Granadilla Tenerife de la Primera División Femenina de España.
Es hermana gemela de la también futbolista Noelia Ramos.

## Clubes
| Club                     | País   | Año         |
| ------------------------ | ------ | ----------- |
| U.D. Granadilla Tenerife | España | 2015 - 2017 |
| Levante U.D              | España | 2017 - 2018 |
| U.D. Granadilla Tenerife | España | 2018 -      |

## Palmarés

### Campeonatos internacionales
| Título         | Equipo              | Sede              | Año  |
| -------------- | ------------------- | ----------------- | ---- |
| Europeo Sub-19 | Selección de España | Irlanda del Norte | 2017 |